# Bolondcsomó
A bolondcsomó egészen rafinált célból készül, melyre igazán ráillik a neve.:208 Jó csomó kötélrövidítéshez.:210 Ezenkívül trükkökhöz is használják, mert gyorsan készíthető.:406 Ez egy nagyon jó csomófajta, amelynél némiképpen a kamikazecsomó készítése kezdődik. Szokták még trükkcsomóként is használni, mivel igen gyorsan elkészíthető.
Bár bilincscsomónak nevezik, kissé kevésbé alkalmas e célra.:208

## Történet
Már Héraklasz 1. századi görög orvos is leírta, és „epankülótosz brokhosz”-nak (επαγκυλωτός βρόχος) nevezte.

## Megkötése
Két hurkot kell formálni, melyeknek nem kell pontosan egymáshoz passzolniuk. A hurkok végei egy kört alkotnak, mely kör úgy jön létre, hogy az egyik hurok végéből egy átbújtatásokkal készített kört formázunk, és csak ezután készítjük el a másik hurkot.

## Fordítás
Ez a szócikk részben vagy egészben  a   Tom fool's knot című angol Wikipédia-szócikk ezen változatának fordításán alapul.  Az eredeti cikk szerkesztőit annak laptörténete sorolja fel. Ez a jelzés csupán a megfogalmazás eredetét és a szerzői jogokat jelzi, nem szolgál a cikkben szereplő információk forrásmegjelöléseként.